# Die phantastische Reise im Ballon (2001)
Die phantastische Reise im Ballon (Originaltitel: The Fantastic Flying Journey) ist eine britische Zeichentrickserie, die 2001 produziert wurde. Die Handlung basiert dabei auf dem Buch von Gerald Durrell.

## Handlung
Emma, Ivan Dollybutt und Ivans bester Freund Conrad wollen Urlaub bei ihrem Großonkel Lancelot machen. Überraschenderweise holt er sie mit einem Heißluftballon, der Belladonna, ab und  fährt mit ihnen an die unterschiedlichsten Orte der Erde. Der Ballon enthält dabei Schlafkabinen, einen Garten, ein Labor und unzählige Tiere.

## Produktion und Veröffentlichung
Die Serie wurde 2001 2 Sides TV und TV-Loonland AG in dem Vereinigten Königreich produziert. Dabei sind 13 Folgen entstanden. 
Ausgestrahlt wurde die Serie in dem Vereinigten Königreich und Australien. In deutscher Sprache erschien die Serie in 4 DVDs.